# Oscar/Beste Regie
Mit dem Oscar für die Beste Regie werden die Leistungen der Regisseure eines Films geehrt.
| Statistik                                     | Statistik                                 |
| --------------------------------------------- | ----------------------------------------- |
| Am häufigsten honorierter Regisseur           | John Ford (4 Siege)                       |
| Am häufigsten nominierter Regisseur           | William Wyler (12 Nominierungen)          |
| Am häufigsten nominierter Regisseur ohne Sieg | Clarence Brown (6 Nominierungen)          |
| Jüngster Gewinner                             | Damien Chazelle (32 Jahre + 38 Tage)      |
| Ältester Gewinner                             | Clint Eastwood (74)                       |
| Jüngster Nominierter                          | John Singleton (24)                       |
| Ältester Nominierter                          | Martin Scorsese (81)                      |
| Weibliche Gewinner                            | Kathryn Bigelow, Chloé Zhao, Jane Campion |

- Acht Regisseure wurden als bester Regisseur und bester Hauptdarsteller für denselben Film nominiert: Warren Beatty für Der Himmel soll warten und Reds, Clint Eastwood für Erbarmungslos und Million Dollar Baby, Orson Welles (Citizen Kane), Laurence Olivier (Hamlet), Woody Allen (Der Stadtneurotiker), Kenneth Branagh (Henry V.), Kevin Costner (Der mit dem Wolf tanzt) und Roberto Benigni (Das Leben ist schön).
- 5-mal wurden Regie-Kollaborationen in dieser Kategorie nominiert: 1962 Robert Wise und Jerome Robbins für West Side Story (ausgezeichnet), 1979 Warren Beatty und Buck Henry für Der Himmel soll warten, 2008 Ethan und Joel Coen für No Country for Old Men (ausgezeichnet) und 2011 für True Grit und 2023 Daniel Kwan und Daniel Scheinert für Everything Everywhere All at Once (ausgezeichnet).
- Ethan und Joel Coen sind nebenbei die einzigen Brüder, die in dieser Kategorie ausgezeichnet wurden.
- John Ford (13. und 14. Oscar-Verleihung), Joseph L. Mankiewicz (22. und 23. Oscar-Verleihung) und Alejandro González Iñárritu (87. und 88. Oscar-Verleihung) sind bei direkt aufeinanderfolgenden Verleihungen in dieser Kategorie ausgezeichnet worden.
- 17 Regisseure konnten die Auszeichnung bislang zweimal erringen: Lewis Milestone, Frank Borzage, Frank Lloyd, Leo McCarey, Joseph L. Mankiewicz, Elia Kazan, George Stevens, Billy Wilder, David Lean, Robert Wise, Fred Zinnemann, Miloš Forman, Oliver Stone, Steven Spielberg, Clint Eastwood, Ang Lee und Alfonso Cuarón.
- Von 2014 bis 2019 wurde der Oscar in 6 Preisverleihungen 5-mal an mexikanische Regisseure verliehen: Alfonso Cuarón gewann 2014 und 2019 für Gravity und Roma, Alejandro González Iñárritu gewann 2015 und 2016 für Birdman und The Revenant – Der Rückkehrer und Guillermo del Toro gewann 2018 für Shape of Water – Das Flüstern des Wassers.
- Insgesamt wurden 25 Regisseure nominiert, in deren Filmen nicht in englischer Sprache gesprochen wird. Lediglich Alfonso Cuarón (Roma) und Bong Joon-ho (Parasite) konnten gewinnen.
- Nur 9 Regisseurinnen wurden für die Beste Regie nominiert: Lina Wertmüller für Sieben Schönheiten, Jane Campion für Das Piano und The Power of the Dog (ausgezeichnet), Sofia Coppola für Lost in Translation, Kathryn Bigelow für Tödliches Kommando – The Hurt Locker (ausgezeichnet), Greta Gerwig für Lady Bird, Emerald Fennell für Promising Young Woman, Chloe Zhao für Nomadland (ausgezeichnet), Justine Triet für Anatomie eines Falls und Coralie Fargeat für The Substance.
- Jane Campion ist dabei die erste Filmemacherin, die zweimal für die Beste Regie nominiert wurde: 1994 für Das Piano, 2022 für The Power of the Dog.

Filme qualifizieren sich jeweils im Folgejahr ihrer Veröffentlichung für einen Oscar. In unten stehender Tabelle sind die Preisträger nach dem Jahr der Verleihung geordnet.

## 1929–1930
| Jahr         | Preisträger                                          | für den Film              | Nominierungen |
| ------------ | ---------------------------------------------------- | ------------------------- | --- |
| 1929         | Kategorie: Drama Frank Borzage (1. Auszeichnung)     | Das Glück in der Mansarde | Herbert Brenon für Hauptmann Sorrell und sein Sohn King Vidor für Ein Mensch der Masse                                                                                                  |
| 1929         | Kategorie: Komödie Lewis Milestone (1. Auszeichnung) | Die Schlachtenbummler     | Ted Wilde für Straßenjagd mit Speedy |
| 1930 (April) | Frank Lloyd (1. Auszeichnung)                        | Die ungekrönte Königin    | Lionel Barrymore für Madame X Harry Beaumont für The Broadway Melody Irving Cummings für In Old Arizona Frank Lloyd für Drag Frank Lloyd für Weary River Ernst Lubitsch für Der Patriot |
| 1930 (Nov.)  | Lewis Milestone (2. Auszeichnung)                    | Im Westen nichts Neues    | Clarence Brown für Anna Christie Clarence Brown für Romanze Robert Z. Leonard für Die Frau für alle Ernst Lubitsch für Liebesparade King Vidor für Hallelujah                           |

## 1931–1940
| Jahr | Preisträger                                 | für den Film                                | Nominierungen |                                             |
| ---- | ------------------------------------------- | ------------------------------------------- | --- | ------------------------------------------- |
| 1931 | Norman Taurog                               | Skippy                                      | Wesley Ruggles für Pioniere des wilden Westens Clarence Brown für Der Mut zum Glück Lewis Milestone für The Front Page Josef von Sternberg für Marokko               |                                             |
| 1932 | Frank Borzage (2. Auszeichnung)             | Bad Girl                                    | King Vidor für Der Champ Josef von Sternberg für Shanghai-Express |                                             |
| 1933 | Die Oscar-Verleihung fand 1933 nicht statt. | Die Oscar-Verleihung fand 1933 nicht statt. | Die Oscar-Verleihung fand 1933 nicht statt. | Die Oscar-Verleihung fand 1933 nicht statt. |
| 1934 | Frank Lloyd (2. Auszeichnung)               | Kavalkade                                   | Frank Capra für Lady für einen Tag George Cukor für Vier Schwestern                                                                                                  |                                             |
| 1935 | Frank Capra (1. Auszeichnung)               | Es geschah in einer Nacht                   | Victor Schertzinger für Das leuchtende Ziel W. S. Van Dyke für Der dünne Mann                                                                                        |                                             |
| 1936 | John Ford (1. Auszeichnung)                 | Der Verräter                                | Michael Curtiz für Unter Piratenflagge Henry Hathaway für Bengali Frank Lloyd für Meuterei auf der Bounty                                                            |                                             |
| 1937 | Frank Capra (2. Auszeichnung)               | Mr. Deeds geht in die Stadt                 | William Wyler für Zeit der Liebe, Zeit des Abschieds Robert Z. Leonard für Der große Ziegfeld Gregory La Cava für Mein Mann Godfrey W. S. Van Dyke für San Francisco |                                             |
| 1938 | Leo McCarey (1. Auszeichnung)               | Die schreckliche Wahrheit                   | Sidney Franklin für Die gute Erde William Dieterle für Das Leben des Emile Zola Gregory La Cava für Bühneneingang William Wellman für Ein Stern geht auf             |                                             |
| 1939 | Frank Capra (3. Auszeichnung)               | Lebenskünstler                              | Michael Curtiz für Chicago – Engel mit schmutzigen Gesichtern Norman Taurog für Teufelskerle King Vidor für Die Zitadelle Michael Curtiz für Vater dirigiert         |                                             |
| 1940 | Victor Fleming                              | Vom Winde verweht                           | Sam Wood für Auf Wiedersehen, Mr. Chips Frank Capra für Mr. Smith geht nach Washington John Ford für Ringo William Wyler für Sturmhöhe                               |                                             |

## 1941–1950
| Jahr | Preisträger                            | für den Film                    | Nominierungen |
| ---- | -------------------------------------- | ------------------------------- | --- |
| 1941 | John Ford (2. Auszeichnung)            | Früchte des Zorns               | Sam Wood für Fräulein Kitty William Wyler für Das Geheimnis von Malampur George Cukor für Die Nacht vor der Hochzeit Alfred Hitchcock für Rebecca                             |
| 1942 | John Ford (3. Auszeichnung)            | Schlagende Wetter               | Orson Welles für Citizen Kane Alexander Hall für Urlaub vom Himmel William Wyler für Die kleinen Füchse Howard Hawks für Sergeant York                                        |
| 1943 | William Wyler (1. Auszeichnung)        | Mrs. Miniver                    | Sam Wood für Kings Row Mervyn LeRoy für Gefundene Jahre John Farrow für Wake Island Michael Curtiz für Yankee Doodle Dandy                                                    |
| 1944 | Michael Curtiz                         | Casablanca                      | Ernst Lubitsch für Ein himmlischer Sünder Clarence Brown für Und das Leben geht weiter George Stevens für Immer mehr, immer fröhlicher Henry King für Das Lied von Bernadette |
| 1945 | Leo McCarey (2. Auszeichnung)          | Der Weg zum Glück               | Billy Wilder für Frau ohne Gewissen Otto Preminger für Laura Alfred Hitchcock für Das Rettungsboot Henry King für Wilson                                                      |
| 1946 | Billy Wilder (1. Auszeichnung)         | Das verlorene Wochenende        | Leo McCarey für Die Glocken von St. Marien Clarence Brown für Kleines Mädchen, großes Herz Jean Renoir für Der Mann aus dem Süden Alfred Hitchcock für Ich kämpfe um dich     |
| 1947 | William Wyler (2. Auszeichnung)        | Die besten Jahre unseres Lebens | David Lean für Begegnung Frank Capra für Ist das Leben nicht schön? Robert Siodmak für Rächer der Unterwelt Clarence Brown für Die Wildnis ruft                               |
| 1948 | Elia Kazan (1. Auszeichnung)           | Tabu der Gerechten              | Henry Koster für Jede Frau braucht einen Engel Edward Dmytryk für Im Kreuzfeuer George Cukor für Ein Doppelleben David Lean für Geheimnisvolle Erbschaft                      |
| 1949 | John Huston                            | Der Schatz der Sierra Madre     | Laurence Olivier für Hamlet Jean Negulesco für Schweigende Lippen Fred Zinnemann für Die Gezeichneten Anatole Litvak für Die Schlangengrube                                   |
| 1950 | Joseph L. Mankiewicz (1. Auszeichnung) | Ein Brief an drei Frauen        | Robert Rossen für Der Mann, der herrschen wollte William A. Wellman für Kesselschlacht Carol Reed für Kleines Herz in Not William Wyler für Die Erbin                         |

## 1951–1960
| Jahr | Preisträger                            | für den Film              | Nominierungen |
| ---- | -------------------------------------- | ------------------------- | --- |
| 1951 | Joseph L. Mankiewicz (2. Auszeichnung) | Alles über Eva            | John Huston für Asphalt-Dschungel George Cukor für Die ist nicht von gestern Billy Wilder für Boulevard der Dämmerung Carol Reed für Der dritte Mann                         |
| 1952 | George Stevens (1. Auszeichnung)       | Ein Platz an der Sonne    | John Huston für African Queen Vincente Minnelli für Ein Amerikaner in Paris William Wyler für Polizeirevier 21 Elia Kazan für Endstation Sehnsucht                           |
| 1953 | John Ford (4. Auszeichnung)            | Der Sieger                | Joseph L. Mankiewicz für Der Fall Cicero Cecil B. DeMille für Die größte Schau der Welt Fred Zinnemann für Zwölf Uhr mittags John Huston für Moulin Rouge                    |
| 1954 | Fred Zinnemann (1. Auszeichnung)       | Verdammt in alle Ewigkeit | Charles Walters für Lili William Wyler für Ein Herz und eine Krone George Stevens für Mein großer Freund Shane Billy Wilder für Stalag 17                                    |
| 1955 | Elia Kazan (2. Auszeichnung)           | Die Faust im Nacken       | George Seaton für Ein Mädchen vom Lande William Wellman für Es wird immer wieder Tag Alfred Hitchcock für Das Fenster zum Hof Billy Wilder für Sabrina                       |
| 1956 | Delbert Mann                           | Marty                     | John Sturges für Stadt in Angst Elia Kazan für Jenseits von Eden Joshua Logan für Picknick David Lean für Traum meines Lebens                                                |
| 1957 | George Stevens (2. Auszeichnung)       | Giganten                  | Michael Anderson für In 80 Tagen um die Welt William Wyler für Lockende Versuchung Walter Lang für Der König und ich King Vidor für Krieg und Frieden                        |
| 1958 | David Lean (1. Auszeichnung)           | Die Brücke am Kwai        | Mark Robson für Glut unter der Asche Joshua Logan für Sayonara Sidney Lumet für Die zwölf Geschworenen Billy Wilder für Zeugin der Anklage                                   |
| 1959 | Vincente Minnelli                      | Gigi                      | Richard Brooks für Die Katze auf dem heißen Blechdach Stanley Kramer für Flucht in Ketten Robert Wise für Laßt mich leben Mark Robson für Die Herberge zur 6. Glückseligkeit |
| 1960 | William Wyler (3. Auszeichnung)        | Ben Hur                   | Fred Zinnemann für Geschichte einer Nonne George Stevens für Das Tagebuch der Anne Frank Jack Clayton für Der Weg nach oben Billy Wilder für Manche mögen’s heiß             |

## 1961–1970
| Jahr | Preisträger                                  | für den Film                         | Nominierungen |
| ---- | -------------------------------------------- | ------------------------------------ | --- |
| 1961 | Billy Wilder (2. Auszeichnung)               | Das Appartement                      | Jules Dassin für Sonntags… nie! Alfred Hitchcock für Psycho Jack Cardiff für Söhne und Liebhaber Fred Zinnemann für Der endlose Horizont                                    |
| 1962 | Robert Wise (1. Auszeichnung) Jerome Robbins | West Side Story                      | J. Lee Thompson für Die Kanonen von Navarone Robert Rossen für Haie der Großstadt Stanley Kramer für Urteil von Nürnberg Federico Fellini für Das süße Leben                |
| 1963 | David Lean (2. Auszeichnung)                 | Lawrence von Arabien                 | Frank Perry für David und Lisa Pietro Germi für Scheidung auf italienisch Arthur Penn für Licht im Dunkel Robert Mulligan für Wer die Nachtigall stört                      |
| 1964 | Tony Richardson                              | Tom Jones – Zwischen Bett und Galgen | Elia Kazan für Die Unbezwingbaren Otto Preminger für Der Kardinal Federico Fellini für Achteinhalb Martin Ritt für Der Wildeste unter Tausend                               |
| 1965 | George Cukor                                 | My Fair Lady                         | Peter Glenville für Becket Stanley Kubrick für Dr. Seltsam oder: Wie ich lernte, die Bombe zu lieben Robert Stevenson für Mary Poppins Michael Cacoyannis für Alexis Sorbas |
| 1966 | Robert Wise (2. Auszeichnung)                | Meine Lieder – meine Träume          | William Wyler für Der Fänger John Schlesinger für Darling David Lean für Doktor Schiwago Hiroshi Teshigahara für Die Frau in den Dünen (1964)                               |
| 1967 | Fred Zinnemann (2. Auszeichnung)             | Ein Mann zu jeder Jahreszeit         | Michelangelo Antonioni für Blow Up Claude Lelouch für Ein Mann und eine Frau Richard Brooks für Die gefürchteten Vier Mike Nichols für Wer hat Angst vor Virginia Woolf?    |
| 1968 | Mike Nichols                                 | Die Reifeprüfung                     | Arthur Penn für Bonnie und Clyde Stanley Kramer für Rat mal, wer zum Essen kommt Richard Brooks für Kaltblütig Norman Jewison für In der Hitze der Nacht                    |
| 1969 | Carol Reed                                   | Oliver                               | Gillo Pontecorvo für Schlacht um Algier Anthony Harvey für Der Löwe im Winter Franco Zeffirelli für Romeo und Julia Stanley Kubrick für 2001: Odyssee im Weltraum           |
| 1970 | John Schlesinger                             | Asphalt-Cowboy                       | Arthur Penn für Alice’s Restaurant George Roy Hill für Zwei Banditen Sydney Pollack für Nur Pferden gibt man den Gnadenschuß Constantin Costa-Gavras für Z                  |

## 1971–1980
| Jahr | Preisträger                    | für den Film                     | Nominierungen |
| ---- | ------------------------------ | -------------------------------- | --- |
| 1971 | Franklin J. Schaffner          | Patton – Rebell in Uniform       | Robert Altman für MASH Federico Fellini für Fellinis Satyricon Arthur Hiller für Love Story Ken Russell für Liebende Frauen                                                                       |
| 1972 | William Friedkin               | Brennpunkt Brooklyn              | Norman Jewison für Anatevka Stanley Kubrick für Uhrwerk Orange John Schlesinger für Sunday, Bloody Sunday Peter Bogdanovich für Die letzte Vorstellung                                            |
| 1973 | Bob Fosse                      | Cabaret                          | John Boorman für Beim Sterben ist jeder der Erste Francis Ford Coppola für Der Pate Joseph L. Mankiewicz für Mord mit kleinen Fehlern Jan Troell für Emigranten                                   |
| 1974 | George Roy Hill                | Der Clou                         | Bernardo Bertolucci für Der letzte Tango in Paris William Friedkin für Der Exorzist Ingmar Bergman für Schreie und Flüstern George Lucas für American Graffiti                                    |
| 1975 | Francis Ford Coppola           | Der Pate – Teil II               | Roman Polański für Chinatown Bob Fosse für Lenny John Cassavetes für Eine Frau unter Einfluß François Truffaut für Die amerikanische Nacht                                                        |
| 1976 | Miloš Forman (1. Auszeichnung) | Einer flog über das Kuckucksnest | Robert Altman für Nashville Sidney Lumet für Hundstage Stanley Kubrick für Barry Lyndon Federico Fellini für Amarcord                                                                             |
| 1977 | John G. Avildsen               | Rocky                            | Sidney Lumet für Network Alan J. Pakula für Die Unbestechlichen Lina Wertmüller für Sieben Schönheiten Ingmar Bergman für Von Angesicht zu Angesicht                                              |
| 1978 | Woody Allen                    | Der Stadtneurotiker              | Steven Spielberg für Unheimliche Begegnung der dritten Art Fred Zinnemann für Julia George Lucas für Krieg der Sterne Herbert Ross für Am Wendepunkt                                              |
| 1979 | Michael Cimino                 | Die durch die Hölle gehen        | Alan Parker für 12 Uhr nachts – Midnight Express Woody Allen für Innenleben Hal Ashby für Coming Home – Sie kehren heim Warren Beatty und Buck Henry für Der Himmel soll warten                   |
| 1980 | Robert Benton                  | Kramer gegen Kramer              | Édouard Molinaro für Ein Käfig voller Narren Peter Yates für Vier irre Typen – Wir schaffen alle, uns schafft keiner Francis Ford Coppola für Apocalypse Now Bob Fosse für Hinter dem Rampenlicht |

## 1981–1990
| Jahr | Preisträger                    | für den Film              | Nominierungen |
| ---- | ------------------------------ | ------------------------- | --- |
| 1981 | Robert Redford                 | Eine ganz normale Familie | David Lynch für Der Elefantenmensch Martin Scorsese für Wie ein wilder Stier Richard Rush für Der lange Tod des Stuntman Cameron Roman Polański für Tess                                         |
| 1982 | Warren Beatty                  | Reds                      | Steven Spielberg für Indiana Jones – Jäger des verlorenen Schatzes Mark Rydell für Am goldenen See Hugh Hudson für Die Stunde des Siegers Louis Malle für Atlantic City, USA                     |
| 1983 | Richard Attenborough           | Gandhi                    | Wolfgang Petersen für Das Boot Steven Spielberg für E.T. – Der Außerirdische Sydney Pollack für Tootsie Sidney Lumet für The Verdict – Die Wahrheit und nichts als die Wahrheit                  |
| 1984 | James L. Brooks                | Zeit der Zärtlichkeit     | Ingmar Bergman für Fanny und Alexander Mike Nichols für Silkwood Bruce Beresford für Comeback der Liebe Peter Yates für Ein ungleiches Paar                                                      |
| 1985 | Miloš Forman (2. Auszeichnung) | Amadeus                   | Robert Benton für Ein Platz im Herzen Roland Joffé für The Killing Fields – Schreiendes Land David Lean für Reise nach Indien Woody Allen für Broadway Danny Rose                                |
| 1986 | Sydney Pollack                 | Jenseits von Afrika       | Héctor Babenco für Kuß der Spinnenfrau Akira Kurosawa für Ran John Huston für Die Ehre der Prizzis Peter Weir für Der einzige Zeuge                                                              |
| 1987 | Oliver Stone (1. Auszeichnung) | Platoon                   | James Ivory für Zimmer mit Aussicht Woody Allen für Hannah und ihre Schwestern David Lynch für Blue Velvet Roland Joffé für Mission                                                              |
| 1988 | Bernardo Bertolucci            | Der letzte Kaiser         | Norman Jewison für Mondsüchtig John Boorman für Hope and Glory Adrian Lyne für Eine verhängnisvolle Affäre Lasse Hallström für Mein Leben als Hund                                               |
| 1989 | Barry Levinson                 | Rain Man                  | Charles Crichton für Ein Fisch namens Wanda Martin Scorsese für Die letzte Versuchung Christi Alan Parker für Mississippi Burning – Die Wurzel des Hasses Mike Nichols für Die Waffen der Frauen |
| 1990 | Oliver Stone (2. Auszeichnung) | Geboren am 4. Juli        | Woody Allen für Verbrechen und andere Kleinigkeiten Peter Weir für Der Club der toten Dichter Kenneth Branagh für Henry V. Jim Sheridan für Mein linker Fuß                                      |

## 1991–2000
| Jahr | Preisträger                        | für den Film             | Nominierungen |
| ---- | ---------------------------------- | ------------------------ | --- |
| 1991 | Kevin Costner                      | Der mit dem Wolf tanzt   | Francis Ford Coppola für Der Pate III Martin Scorsese für GoodFellas – Drei Jahrzehnte in der Mafia Stephen Frears für Grifters Barbet Schroeder für Die Affäre der Sunny von B. |
| 1992 | Jonathan Demme                     | Das Schweigen der Lämmer | Ridley Scott für Thelma & Louise Oliver Stone für JFK – Tatort Dallas John Singleton für Boyz n the Hood – Jungs im Viertel Barry Levinson für Bugsy                             |
| 1993 | Clint Eastwood (1. Auszeichnung)   | Erbarmungslos            | Martin Brest für Der Duft der Frauen Robert Altman für The Player James Ivory für Wiedersehen in Howards End Neil Jordan für The Crying Game                                     |
| 1994 | Steven Spielberg (1. Auszeichnung) | Schindlers Liste         | Robert Altman für Short Cuts James Ivory für Was vom Tage übrig blieb Jane Campion für Das Piano Jim Sheridan für Im Namen des Vaters                                            |
| 1995 | Robert Zemeckis                    | Forrest Gump             | Robert Redford für Quiz Show Quentin Tarantino für Pulp Fiction Woody Allen für Bullets Over Broadway Krzysztof Kieślowski für Drei Farben: Rot                                  |
| 1996 | Mel Gibson                         | Braveheart               | Tim Robbins für Dead Man Walking – Sein letzter Gang Mike Figgis für Leaving Las Vegas Michael Radford für Der Postmann Chris Noonan für Ein Schweinchen namens Babe             |
| 1997 | Anthony Minghella                  | Der englische Patient    | Joel Coen für Fargo Miloš Forman für Larry Flynt – Die nackte Wahrheit Mike Leigh für Lügen und Geheimnisse Scott Hicks für Shine – Der Weg ins Licht                            |
| 1998 | James Cameron                      | Titanic                  | Curtis Hanson für L.A. Confidential Gus Van Sant für Good Will Hunting Atom Egoyan für Das süße Jenseits Peter Cattaneo für Ganz oder gar nicht                                  |
| 1999 | Steven Spielberg (2. Auszeichnung) | Der Soldat James Ryan    | John Madden für Shakespeare in Love Roberto Benigni für Das Leben ist schön Terrence Malick für Der schmale Grat Peter Weir für Die Truman Show                                  |
| 2000 | Sam Mendes                         | American Beauty          | Spike Jonze für Being John Malkovich Lasse Hallström für Gottes Werk und Teufels Beitrag Michael Mann für Insider M. Night Shyamalan für The Sixth Sense                         |

## 2001–2010
| Jahr | Preisträger                      | für den Film                                | Nominierungen |
| ---- | -------------------------------- | ------------------------------------------- | --- |
| 2001 | Steven Soderbergh                | Traffic – Macht des Kartells                | Steven Soderbergh für Erin Brockovich Ridley Scott für Gladiator Stephen Daldry für Billy Elliot – I Will Dance Ang Lee für Tiger and Dragon                                 |
| 2002 | Ron Howard                       | A Beautiful Mind – Genie und Wahnsinn       | Ridley Scott für Black Hawk Down Robert Altman für Gosford Park Peter Jackson für Der Herr der Ringe: Die Gefährten David Lynch für Mulholland Drive – Straße der Finsternis |
| 2003 | Roman Polański                   | Der Pianist                                 | Rob Marshall für Chicago Stephen Daldry für The Hours – Von Ewigkeit zu Ewigkeit Martin Scorsese für Gangs of New York Pedro Almodóvar für Sprich mit ihr                    |
| 2004 | Peter Jackson                    | Der Herr der Ringe: Die Rückkehr des Königs | Fernando Meirelles für City of God Clint Eastwood für Mystic River Sofia Coppola für Lost in Translation Peter Weir für Master & Commander – Bis ans Ende der Welt           |
| 2005 | Clint Eastwood (2. Auszeichnung) | Million Dollar Baby                         | Martin Scorsese für Aviator Taylor Hackford für Ray Alexander Payne für Sideways Mike Leigh für Vera Drake                                                                   |
| 2006 | Ang Lee (1. Auszeichnung)        | Brokeback Mountain                          | George Clooney für Good Night, and Good Luck Paul Haggis für L.A. Crash Bennett Miller für Capote Steven Spielberg für München                                               |
| 2007 | Martin Scorsese                  | Departed – Unter Feinden                    | Clint Eastwood für Letters from Iwo Jima Stephen Frears für Die Queen Paul Greengrass für Flug 93 Alejandro González Iñárritu für Babel                                      |
| 2008 | Ethan und Joel Coen              | No Country for Old Men                      | Paul Thomas Anderson für There Will Be Blood Tony Gilroy für Michael Clayton Jason Reitman für Juno Julian Schnabel für Schmetterling und Taucherglocke                      |
| 2009 | Danny Boyle                      | Slumdog Millionär                           | Stephen Daldry für Der Vorleser David Fincher für Der seltsame Fall des Benjamin Button Ron Howard für Frost/Nixon Gus Van Sant für Milk                                     |
| 2010 | Kathryn Bigelow                  | Tödliches Kommando – The Hurt Locker        | James Cameron für Avatar – Aufbruch nach Pandora Lee Daniels für Precious – Das Leben ist kostbar Jason Reitman für Up in the Air Quentin Tarantino für Inglourious Basterds |

## 2011–2020
| Jahr | Preisträger                             | für den Film                                              | Nominierungen |
| ---- | --------------------------------------- | --------------------------------------------------------- | --- |
| 2011 | Tom Hooper                              | The King’s Speech                                         | Darren Aronofsky für Black Swan Ethan und Joel Coen für True Grit David Fincher für The Social Network David O. Russell für The Fighter                                                  |
| 2012 | Michel Hazanavicius                     | The Artist                                                | Woody Allen für Midnight in Paris Terrence Malick für The Tree of Life Alexander Payne für The Descendants – Familie und andere Angelegenheiten Martin Scorsese für Hugo Cabret          |
| 2013 | Ang Lee (2. Auszeichnung)               | Life of Pi: Schiffbruch mit Tiger                         | Michael Haneke für Liebe Benh Zeitlin für Beasts of the Southern Wild Steven Spielberg für Lincoln David O. Russell für Silver Linings                                                   |
| 2014 | Alfonso Cuarón (1. Auszeichnung)        | Gravity                                                   | Steve McQueen für 12 Years a Slave Alexander Payne für Nebraska David O. Russell für American Hustle Martin Scorsese für The Wolf of Wall Street                                         |
| 2015 | Alejandro G. Iñárritu (1. Auszeichnung) | Birdman oder (Die unverhoffte Macht der Ahnungslosigkeit) | Richard Linklater für Boyhood Bennett Miller für Foxcatcher Wes Anderson für Grand Budapest Hotel Morten Tyldum für The Imitation Game – Ein streng geheimes Leben                       |
| 2016 | Alejandro G. Iñárritu (2. Auszeichnung) | The Revenant – Der Rückkehrer                             | Lenny Abrahamson für Raum Tom McCarthy für Spotlight Adam McKay für The Big Short George Miller für Mad Max: Fury Road                                                                   |
| 2017 | Damien Chazelle                         | La La Land                                                | Denis Villeneuve für Arrival Mel Gibson für Hacksaw Ridge – Die Entscheidung Kenneth Lonergan für Manchester by the Sea Barry Jenkins für Moonlight                                      |
| 2018 | Guillermo del Toro                      | Shape of Water – Das Flüstern des Wassers                 | Paul Thomas Anderson für Der seidene Faden Greta Gerwig für Lady Bird Christopher Nolan für Dunkirk Jordan Peele für Get Out                                                             |
| 2019 | Alfonso Cuarón (2. Auszeichnung)        | Roma                                                      | Giorgos Lanthimos für The Favourite – Intrigen und Irrsinn Spike Lee für BlacKkKlansman Adam McKay für Vice – Der zweite Mann Paweł Pawlikowski für Cold War – Der Breitengrad der Liebe |
| 2020 | Bong Joon-ho                            | Parasite                                                  | Sam Mendes für 1917 Todd Phillips für Joker Martin Scorsese für The Irishman Quentin Tarantino für Once Upon a Time in Hollywood                                                         |

## 2021–2030
| Jahr | Preisträger                  | für den Film                      | Nominierungen |
| ---- | ---------------------------- | --------------------------------- | --- |
| 2021 | Chloé Zhao                   | Nomadland                         | Lee Isaac Chung für Minari – Wo wir Wurzeln schlagen Emerald Fennell für Promising Young Woman David Fincher für Mank Thomas Vinterberg für Der Rausch           |
| 2022 | Jane Campion                 | The Power of the Dog              | Paul Thomas Anderson für Licorice Pizza Kenneth Branagh für Belfast Ryūsuke Hamaguchi für Drive My Car Steven Spielberg für West Side Story                      |
| 2023 | Daniel Kwan Daniel Scheinert | Everything Everywhere All at Once | Todd Field für Tár Martin McDonagh für The Banshees of Inisherin Ruben Östlund für Triangle of Sadness Steven Spielberg für Die Fabelmans                        |
| 2024 | Christopher Nolan            | Oppenheimer                       | Jonathan Glazer für The Zone of Interest Giorgos Lanthimos für Poor Things Martin Scorsese für Killers of the Flower Moon Justine Triet für Anatomie eines Falls |
| 2025 | Sean Baker                   | Anora                             | Jacques Audiard für Emilia Pérez Brady Corbet für Der Brutalist Coralie Fargeat für The Substance James Mangold für Like A Complete Unknown                      |